# Zehntneriana novaeinsulicola
Zehntneriana novaeinsulicola is een krabbensoort uit de familie van de Pilumnidae. De wetenschappelijke naam van de soort is voor het eerst geldig gepubliceerd in 1977 door Takeda & Kurata.